# Ојданић
Ојданић је српско и хрватско презиме. Може се односити на следеће особе:
- Ера Ојданић (1947), српски народни певач
- Драгољуб Ојданић (1941—2020), генерал СР Југославије и бивши министар одбране
- Еција Ојданић (1974), хрватска глумица